# Un autre homme, une autre chance
Un autre homme, une autre chance és una pel·lícula francesa dirigida per Claude Lelouch estrenada el 1977.

## Argument
Un autre homme, une autre chance de Claude Lelouch té lloc el 1870. Fugint de la guerra francoprussiana, Jeanne (Genevieve Bujold) i el seu xicot Francis (Francis Huster) s'escapen a l'oest americà. Les coses no van bé i aviat Jeanne es queda sola ocupant-se de la seva criatura. Mentrestant, el veterinari Jimmy (James Caan), un absolut desconegut per Bujold, aporta la seva porció d'afliccions, com ara la violació i assassinat de la seva muller. Inevitablement, Caan i Bujold s'enamoren. Ja havent patit la mort d'Huster, Jeanne intenta dissuadir Jimmy de la seva recerca individual dels assassins de la seva muller. Aquest conflicte de personatges determina el resultat de les escenes finals de la pel·lícula.

## Repartiment
- James Caan: David Williams
- Geneviève Bujold: Jeanne Leroy
- Francis Huster: Francis Leroy
- Jennifer Warren: Mary
- Susan Tyrrell: Alice
- Rossie Harris: Simon
- Linda Lee Lyons: Sarah
- Jacques Villeret
- Fred Stuthman: el pare de Mary
- Diana Douglas: la mare de Mary
- Michael Berryman
- William S. Bartmann
- Dominic Barto
- Richard Farnsworth: el cotxer de la diligència
- George Flaherty
- Bernard Behrens: Springfield
- Christopher Lloyd: Jesse James
- Jacques Higelin: el cantant del carrer

## Al voltant de la pel·lícula
- La pel·lícula va ser distribuïda a molts països, entre els quals:[3]
  - França, Un autre homme, une autre chance, 28 de setembre de 1977
  - Alemanya, Ein anderer Mann, eine andere Frau, 28 d'octubre de 1977
  - EUA, Another Man, Another Chance, 23 de novembre de 1977
  - Finlàndia, Uusi mies, uusi elämä, 14 de juliol de 1978
  - Hongria, Egy másik férfi és egy másik nõ, 26 de juny de 1980
- A Alemanya Occidental i Finlàndia va ser prohibida a menors de 16 anys.

## Critica
Tot i una direcció excel·lent, amb alguna troballa argumental interessant i innovadora, la tensió no és correcta, cada esdeveniment és anunciat, sense sorpreses